# رايان هيقا
رايان هيقا (المعروف أيضا باسمه على يوتيوب Nigahiga /ˈniːɡɑːhiːɡɑː/) هو شاب أمريكي. وهو معروف بمقاطع الفيديو خاصته على يوتيوب التي تم عرضها أكثر من 4,2 مليار مرة. قالب:اعتبارا من 2020, قناة هيقا nigahiga، لديها أكثر من 21,5 مليون مشترك.

## الخلفية
هيقا هو من أصل ياباني، على وجه التحديد أوكيناوا. ولد في هيلو، هاواي في 6 يونيو عام 1990. تنافس في الجودو وحاصل على الحزام الأسود رتبة. كما تصارع وتخرج من Waiakea المدرسة الثانوية في عام 2008.

## يوتيوب أشرطة الفيديو
هيجا وشون فوجيوشي بدأ نشر أشرطة فيديو يوتيوب من أنفسهم شفة المزامنة إلى الأغاني في منتصف عام 2006 بينما كان يحضر Waiakea المدرسة الثانوية. فإنهام سرعان ما توسعو وراء الأغاني مع مجموعة متنوعة من غيرها من المقاطع الكوميدية عرضية ضيفه أدلى تيم أنوش، رايان Villaruel كايل تشون، Tarynn ناغو.
عشية عيد الميلاد من عام 2008، اثنين من أشرطة الفيديو الأكثر شعبية لهيقا وفوجيوشي، كيف تكون العصابات و كيف يكون ايمو، أزيلت بسبب انتهاكات حقوق التأليف والنشر. في 21 كانون الثاني / يناير 2009، nigahiga الحساب مؤقتا وكان مطلوبا لإزالة المزيد من أشرطة الفيديو حقوق الطبع والنشر. لأن هذا Nigahiga شفة المزامنة أشرطة الفيديو أزيلت جميع (مع استثناء من أنت جميلة، والتي كان الصوت تبادلت), جنبا إلى جنب مع معظم مقاطع الفيديو الأخرى التي شملت الموسيقى حقوق الطبع والنشر. ومنذ ذلك الحين، هيقابدأ يؤلف الموسيقى بنفسه. كيف تكون العصابات و كيف يكون ايمو وضعت مرة أخرى على nigahiga القناة في أواخر آب / أغسطس 2009، إلا أن إزالة بضعة أيام في وقت لاحق، جنبا إلى جنب مع كيفية تكون النينجا و كيف أكون الطالب الذي يذاكر كثيرا. في ربيع عام 2010، كيف يكون النينجا، كيف تكون العصابات و كيف يكون ايمو مرة أخرى.
بعد هيجا انتقلت إلى لاس فيغاس لدراسة الطب النووي في جامعة نيفادا، لاس فيغاس، معظم Nigahiga أشرطة الفيديو منفردا الجهود عادة ما تتميز التعاون مع غيرها من مستخدمي يوتيوب. منذ عام 2012، هيجا وضعت معا شركة إنتاج ريان هيجا إنتاج شركة (RHPC)، والذي يتضمن شون Fujiyoshi أن تعمل معا لجعل محتوى nigahiga القناة.

## القنوات
على nigahiga قناة يوتيوب أنشئت في تموز / يوليه 20, 2006 هيجا، Fujiyoshi، أنوش، ناجو (تعرف مجتمعة باسم «Yabo طاقم»). بحلول كانون الأول / ديسمبر 21, 2010 وصل إلى 3 ملايين مشترك على القناة الأولى للقيام بذلك. وفقا هيجا، له اسم القناة هو مزيج من "Niga"، الذي يعني «خرف» في اليابانية واسمه الأخير، «هيجا».
صنع قناتهالثانية تحت اسم HigaTV في عام 2011, حيث أنه المشاركات بلوق الفيديو وراء الكواليس وأشرطة الفيديو. في آذار / مارس 2016، كان أكثر من 4.0 مليون مشترك.
في عام 2012، هيقا ساعد تشكل YOMYOMF الشبكة التي تستضيف الفيديو على الإنترنت صنع المواهب المنافسة، رمز الإنترنت، من الذي خدم جنبا إلى جنب مع كريستين لاكين وتيموثي DeLaGhetto الرئيسي القضاة.

## الأفلام
في عام 2008, لوس أنجلوس المنتج ريتشارد فان Vleet عرض عليهم المساعدة في إنشاء أول فيلم طويل. مما أدى فيلم، ريان وشون ليس مغامرة ممتازة، كان من إخراج ريتشارد فان Vleet وصدر في 14 تشرين الثاني 2008. وقد ثبت في المسارح بيعت في هاواي وكاليفورنيا. دي في دي صدر في 14 يوليو، 2009 في الولايات المتحدة.
ريان وشون ليس مغامرة ممتازة حول أسفل على حظه منتج الفيلم، لعبت من قبل مايكل باكليالذي تسعى الشهيرة المشاهير من أجل ضرب الفيلم في 30 يوما أو المخاطر التي أطلقت. اختار هيجا و Fujiyoshi بعد اكتشاف شعبية من أشرطة فيديو يوتيوب. وهو يدعو لهم هوليوود لصنع فيلم. قبلوا العرض، واجهت بعض مسلية الحالات على الطريق.
النينجا ميلك، 26 دقيقة فيلم قصير عن النينجا، صدر في آب / أغسطس 2009. وتدور أحداث الفيلم حول سيد النينجا يدعى سيد تشينغ تشينغ إرسال تلميذه Lapchung (لعبت من قبل بريسون موراتا) لإيجاد بديل، وإيجاد ريان وشون للقبض على الشر Bokchoy (لعبت من قبل تيم أنوش) henchwoman جينا (لعبت من قبل Tarynn ناجو).
مستقلة 35 دقيقة الفيلم خلقه مع وانج فو للإنتاج يسمى وكلاء اشياء سرية تم تحميلها على Nigahiga قناة 24 تشرين الثاني / نوفمبر 2010. ومن ميزات أخرى شعبية موقع يوتيوب للمستخدمين فضلا عن الجهات الفاعلة مثل آكي Aleong. وكلاء سر الاشياء حوالي سن المراهقة A. S. S. (أجنت من Secret Sالطف) (هيجا) الذي بعث سرية إلى المدرسة الثانوية لحماية أحد الطلاب فتاة اسمها تايلور (أردن تشو) من A. S. S. العدو، S. I. N. S. (Society أناnvolving Not- Sالطف). وشملت ضيفه من ايان وانتوني سموش، د-تريكس، KassemG و Hiimrawn. هيجا أيضا دور البطولة في حلقة من Supah Ninjas، لعب دي جي رئيس الفيل سيد الراسمة الذي يستخدم التنويم الموسيقى الإلكترونية لجعل الناس تغفو على ارتكاب السرقات.

## وصلات خارجية
- الموقع الرسمي
- رايان هيقا على موقع IMDb (الإنجليزية)
- رايان هيقا على موقع أول موفي (الإنجليزية)
- رايان هيقا على موقع إن إن دي بي (الإنجليزية)
- رايان هيقا على موقع قاعدة بيانات الفيلم (الإنجليزية)
- رايان هيقا على موقع كينوبويسك (الروسية)